# Bệnh cơ tim phì đại
Bệnh cơ tim phì đại (tiếng Anh:Hypertrophic cardiomyopathy, viết tắt là HCM) là một bệnh gây nên tình trạng một phần của tim trở nên dày lên mà không có nguyên nhân rõ ràng. Chính điều này dẫn đến việc tim giảm đi khả năng bơm máu hiệu quả. Các triệu chứng khác nhau của bệnh cơ tim phì đại có thể từ không có cảm giác gì đến mệt mỏi, sưng chân và khó thở. Chứng bệnh này cũng có thể dẫn đến đau ngực hoặc ngất xỉu. Các biến chứng bao gồm suy tim, nhịp tim không đều và đột tử do tim.
Điều trị bệnh này có thể bao gồm việc sử dụng thuốc chẹn beta, thuốc lợi tiểu hoặc disopyramid. Một máy khử rung tim cấy ghép có thể được khuyến cáo ở những người có một số loại nhịp tim bất thường nhất định. Phẫu thuật, dưới hình thức cắt bỏ tủy hoặc cấy ghép tim, có thể được thực hiện ở những người không cải thiện khi áp dụng các biện pháp khác. Với phương cách điều trị, nguy cơ tử vong do bệnh này ít hơn một phần trăm mỗi năm.
Bệnh cơ tim phì đại ảnh hưởng với tỉ lệ khoảng 1 trên 500 người. Tỉ lệ mắc bệnh ở nam giới và nữ giới là bằng nhau. Mọi người ở mọi lứa tuổi đều có thể bị ảnh hưởng. Mô tả hiện đại đầu tiên của căn bệnh này do Donald Teare công bố vào năm 1958.